# Ansor Mekwabischwili
Ansor Mekwabischwili (georgisch ანზორ მექვაბიშვილი; englisch Anzor Mekvabishvili; * 5. Juni 2001 in Tiflis) ist ein georgischer Fußballspieler. Er steht seit Januar 2024 bei CS Universitatea Craiova unter Vertrag und spielt seit 2022 für die A-Nationalmannschaft.

## Karriere

### Verein
Von der Akademie von Dinamo Tiflis ging Ansor Mekwabischwili ab Sommer 2020 in den Kader der ersten Mannschaft über. In seiner Zeit hier gewann er zwei Mal die Meisterschaft und einmal den Superpokal. Seit Mitte Januar 2024 steht er in Rumänien bei CS Universitatea Craiova unter Vertrag.

### Nationalmannschaft
Bei der georgischen U17 kam er von Mai 2016 bis März 2018 in einer Vielzahl von Spielen zum Einsatz, konnte sich mit seiner Mannschaft aber nie für eine Europameisterschaft qualifizieren. Auch mit der U19, der er von November 2018 bis Februar 2020 angehörte, gelang dies nicht. Erst mit der U21 konnte er sich für die U-21-Europameisterschaft 2023 qualifizieren und erreichte als Mannschaftskapitän mit seinem Team das Viertelfinale.
Für die A-Nationalmannschaft debütierte er am 25. März 2022 bei einem 1:0-Freundschaftsspielsieg über Bosnien, bei dem er zur 63. Minute für Giorgi Aburjania eingewechselt wurde. Ab Juni 2022 wurde Mekwabischwili in der UEFA Nations League 2022/23 eingesetzt. Ab September 2023 bekam er Einsätze in der Qualifikation für die Europameisterschaft 2024. Nach der erfolgreichen Qualifikation wurde er für den Turnierkader bei dieser Endrunde nominiert.